# 라인프리트 헤르프스트
라인프리트 헤르프스트(독일어: Reinfried Herbst, 1978년 10월 11일~)는 오스트리아의 전직 알파인 스키 선수이다. 올림픽에 3회 참가했고 2006년 동계 올림픽 남자 회전 부문에서 은메달을 획득했다.